# 梨球针壳
梨球针壳（学名：Phyllactinia pyri）是属于白粉菌目白粉菌科球针壳属的一种真菌，寄生在薔薇科植物上。该种分布于中国、日本、俄罗斯、美国。